# Hum (Bugojno)
Hum (en serbio: Хум) es un pueblo ubicado en el municipio de Bugojno, Bosnia y Herzegovina.

## Demografía
Según el censo de 2013, su población era de 48 habitantes en todo Bosniaks.